# Міддлтаун (Мічиган)
Міддлтаун (англ. Middletown) — переписна місцевість (CDP) в США, в окрузі Шаявассі штату Мічиган. Населення — 825 осіб (2020).

## Географія
Міддлтаун розташований за координатами 42°59′12″ пн. ш. 84°8′35″ зх. д. / 42.98667° пн. ш. 84.14306° зх. д. (42.986711, -84.143047).  За даними Бюро перепису населення США в 2010 році переписна місцевість мала площу 1,24 км², з яких 1,21 км² — суходіл та 0,03 км² — водойми.

## Демографія
Згідно з переписом 2010 року, у переписній місцевості мешкало 897 осіб у 361 домогосподарстві у складі 241 родини. Густота населення становила 724 особи/км².  Було 393 помешкання (317/км²).
Расовий склад населення:
| - 97,5 % — білих - 0,8 % — чорних або афроамериканців - 0,1 % — азіатів |

До двох чи більше рас належало 0,8 %. Частка іспаномовних становила 2,5 % від усіх жителів.
За віковим діапазоном населення розподілялося таким чином: 24,0 % — особи молодші 18 років, 61,1 % — особи у віці 18—64 років, 14,9 % — особи у віці 65 років та старші. Медіана віку мешканця становила 38,2 року. На 100 осіб жіночої статі у переписній місцевості припадало 98,0 чоловіків;  на 100 жінок у віці від 18 років та старших — 99,4 чоловіків також старших 18 років.
Середній дохід на одне домашнє господарство  становив 39 870 доларів США (медіана — 26 923), а середній дохід на одну сім'ю — 57 012 долари (медіана — 52 875). Медіана доходів становила 40 391 долар для чоловіків та 35 278 доларів для жінок. За межею бідності перебувало 30,8 % осіб, у тому числі 41,0 % дітей у віці до 18 років та 36,2 % осіб у віці 65 років та старших.
Цивільне працевлаштоване населення становило 279 осіб. Основні галузі зайнятості: освіта, охорона здоров'я та соціальна допомога — 22,2 %, виробництво — 21,1 %, роздрібна торгівля — 16,8 %, будівництво — 16,8 %.